# Смолянско
 Тази статия е за историко-географската област.  За административната област вижте Смолян (област).  За общината вижте Смолян (община).
Смолянско (в миналото Ахъчелебийско и Пашмаклийско) е историко-географска област в Южна България, около град Смолян.
Територията ѝ съвпада приблизително с някогашната Смолянска околия, а днес включва цялата община Рудозем, югоизточната част на община Смолян (без селата Водата, Върбово, Гела, Гращица, Заевите, Кукувица, Магарджица, Мугла, Сливово, Стикъл, Стойките, Чамла, Солища и Широка лъка от Девинско и Белев дол, Катраница и Петково от Ардинско) и югозападната част на община Мадан (град Мадан и селата Бориново, Вранинци, Върба, Въргов дол, Крайна, Крушев дол, Ловци, Митовска, Мъглища, Петров дол, Печинска, Равнища, Равно нивище, Рустан, Средногорци, Тънкото, Чурка и Шаренска). Разположена е в централната част на Родопите. Граничи с Девинско и Асеновградско на север, Ардинско и Златоградско на изток, Ксантийско на юг и Драмско и Девинско на запад.